# صمعران (المخادر)

تعديل مصدري - تعديل

صمعران محلة تابعة لقرية منزل حسن، التابعة لعزلة الشرف بمديرية المخادر إحدى مديريات محافظة إب في الجمهورية اليمنية، بلغ تعداد سكانها 22 حسب تعداد اليمن لعام 2004.